# Albert André
Albert André né à Lyon (Rhône) le 24 mai 1869 et mort à Laudun (Gard) le 11 juillet 1954 est un peintre français.

## Biographie
En 1889, Benjamin Marie Albert André quitte sa ville natale de Lyon pour s’inscrire à l’Académie Julian à Paris. Il y rencontre Paul-Élie Ranson, Louis Valtat et Georges d'Espagnat. Il fréquente aussi les nabis Pierre Bonnard, Édouard Vuillard, Maurice Denis, Félix Vallotton dont il s’inspirera fortement à ses débuts. Puis il fait la connaissance d'Albert Marquet et Paul Signac.
En 1894, il participe au Salon des indépendants avec cinq toiles vite remarquées par Auguste Renoir. Malgré leur écart d’âge une solide amitié va les unir jusqu'à la mort de Renoir en 1919. Cette rencontre inattendue va véritablement orienter la carrière et la vie d'Albert André. Par l’intermédiaire du marchand de Renoir, Paul Durand-Ruel, Albert André va beaucoup vendre aux États-Unis. En 1905, il épouse Marguerite Cornillac dite Maleck, elle aussi peintre.
Démobilisé en 1917 durant la Première Guerre mondiale, il part s’installer à Marseille non loin de Marquet. Il repart ensuite à Laudun où il venait en vacances depuis son enfance dans ce village où sa famille possédait une maison et un petit vignoble. Poussé par Renoir, c’est alors qu’il accepte en 1917 le poste de conservateur du musée de Bagnols-sur-Cèze — aujourd'hui musée Albert-André — qu'il occupe jusqu'à sa mort en 1954. Il adopte Jacqueline Bretegnier qui reprend le poste de conservateur du musée et travaille au souvenir de son père adoptif.

## Œuvres dans les collections publiques
- Suisse à  Genève au Petit Palais :
  - Rue Saint-Ferréol, le soir, 1917[3]
  - Le Retour du marché, huile sur toile,1918, dim:81 x 100cm[4]
- Marseille, Musée Regards de Provence
  - L'Artiste dans son atelier, 1925[5]
- Bagnols-sur-Cèze, Musée Albert-André : une trentaine d'œuvres

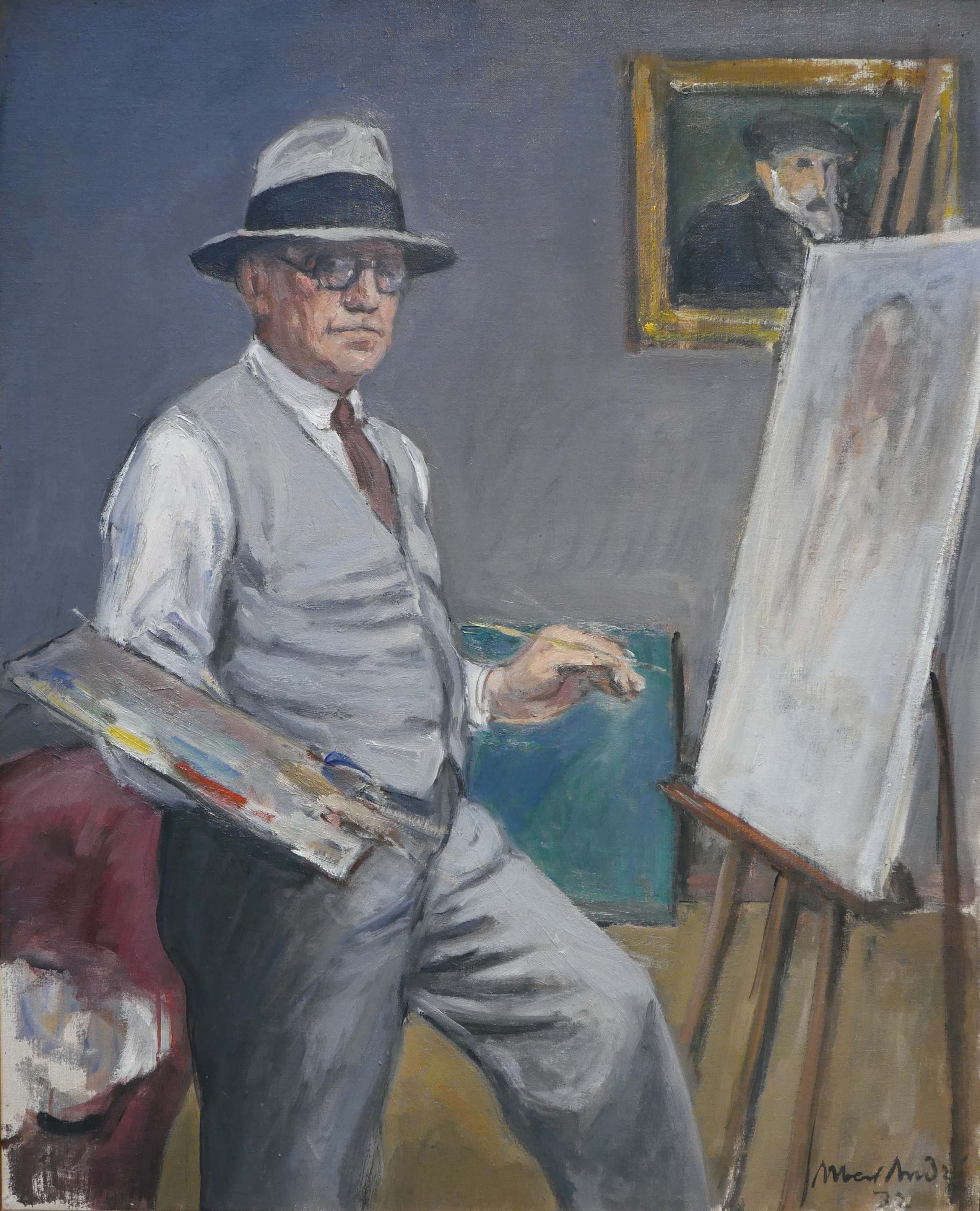
Autoportrait au chevalet (1932, huile sur toile, musée Albert André à Bagnols-sur-Cèze)
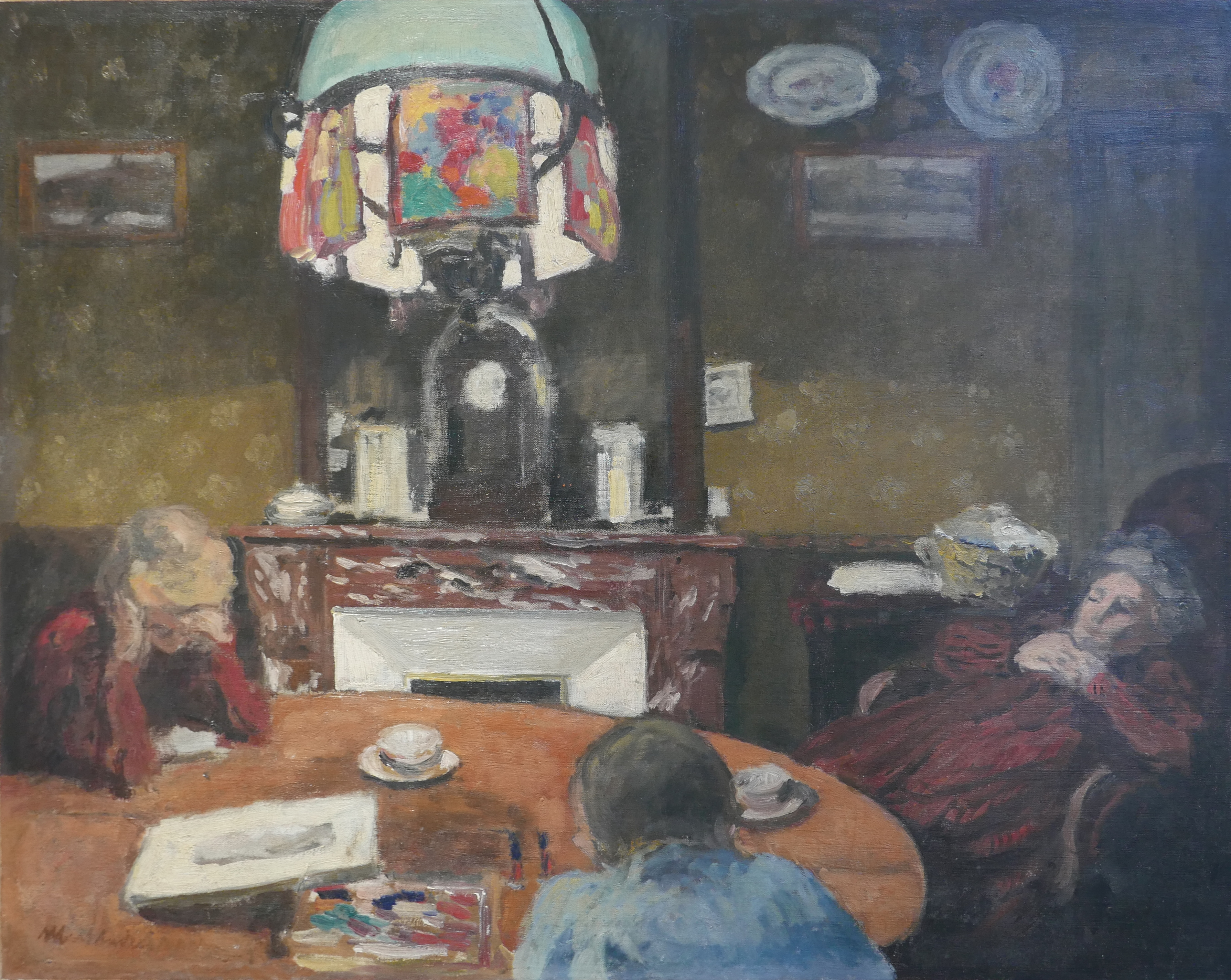
L'abat-jour aux verres de couleur (1910, huile sur toile, musée Albert André à Bagnols-sur-Cèze)
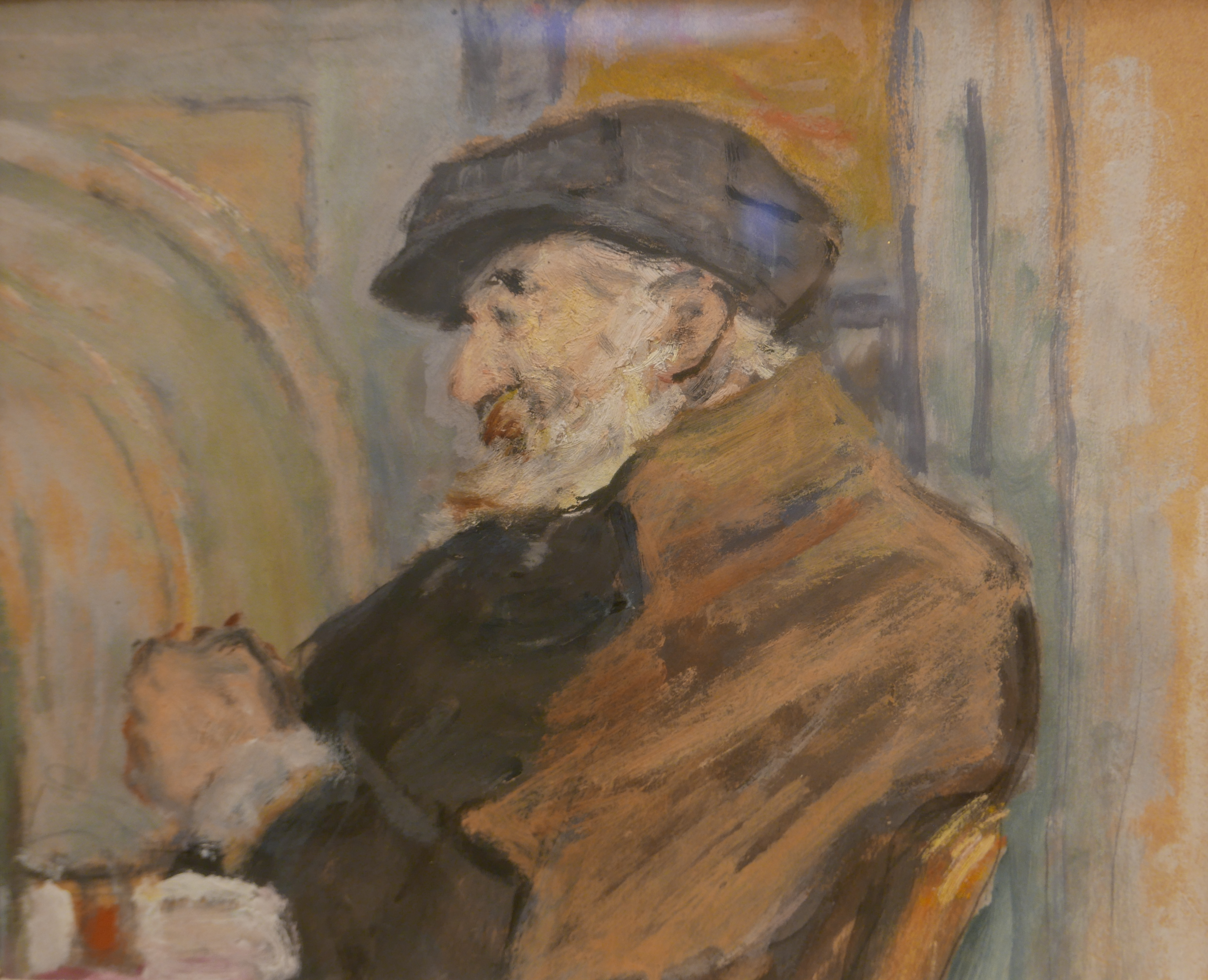
Pierre-Aguste Renoir (1918, huile sur toile, musée Albert André à Bagnols-sur-Cèze)
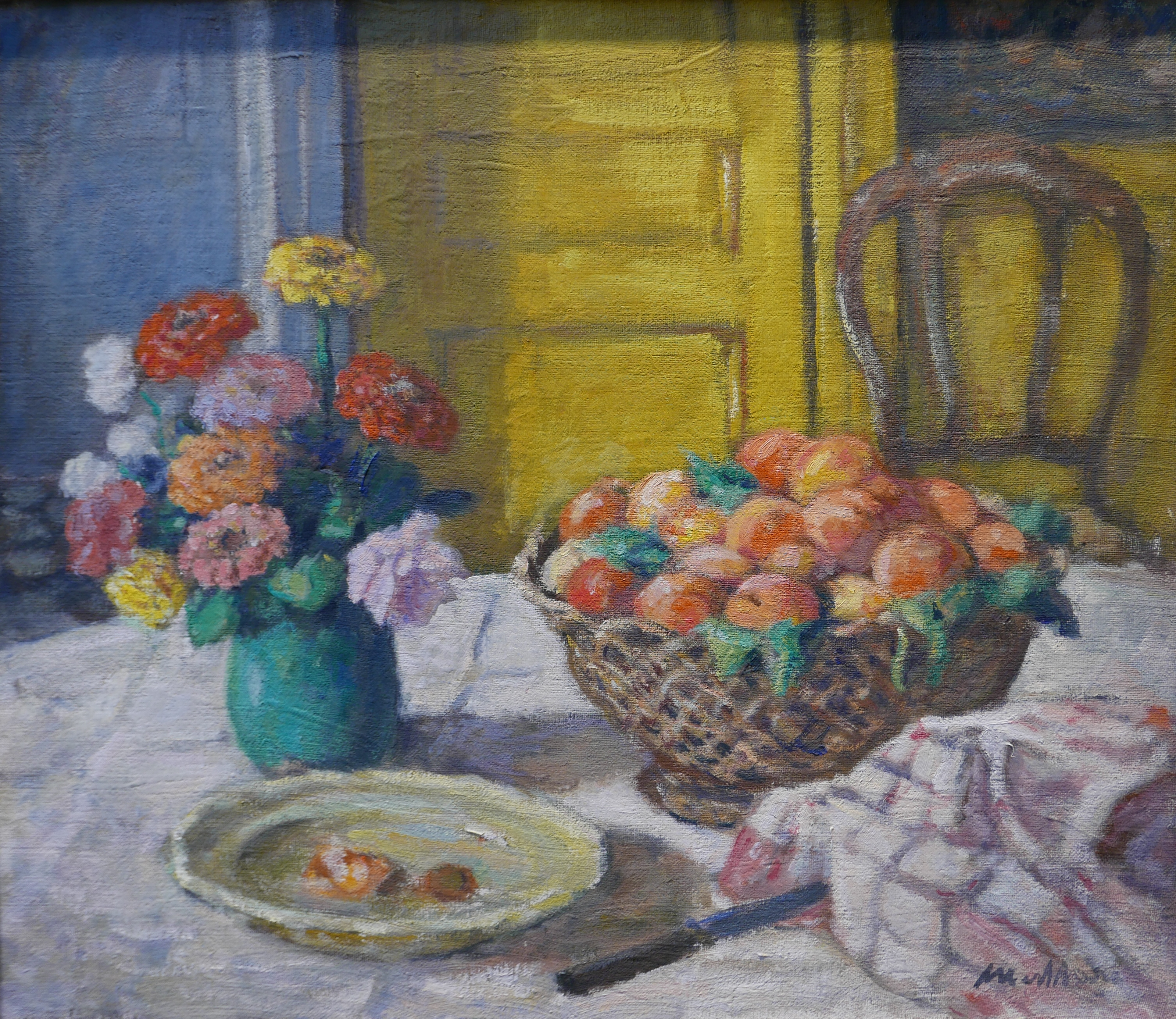
Corbeille d'abricots et bouquet de zinnias (1942, huile sur toile, musée Albert André à Bagnols-sur-Cèze)
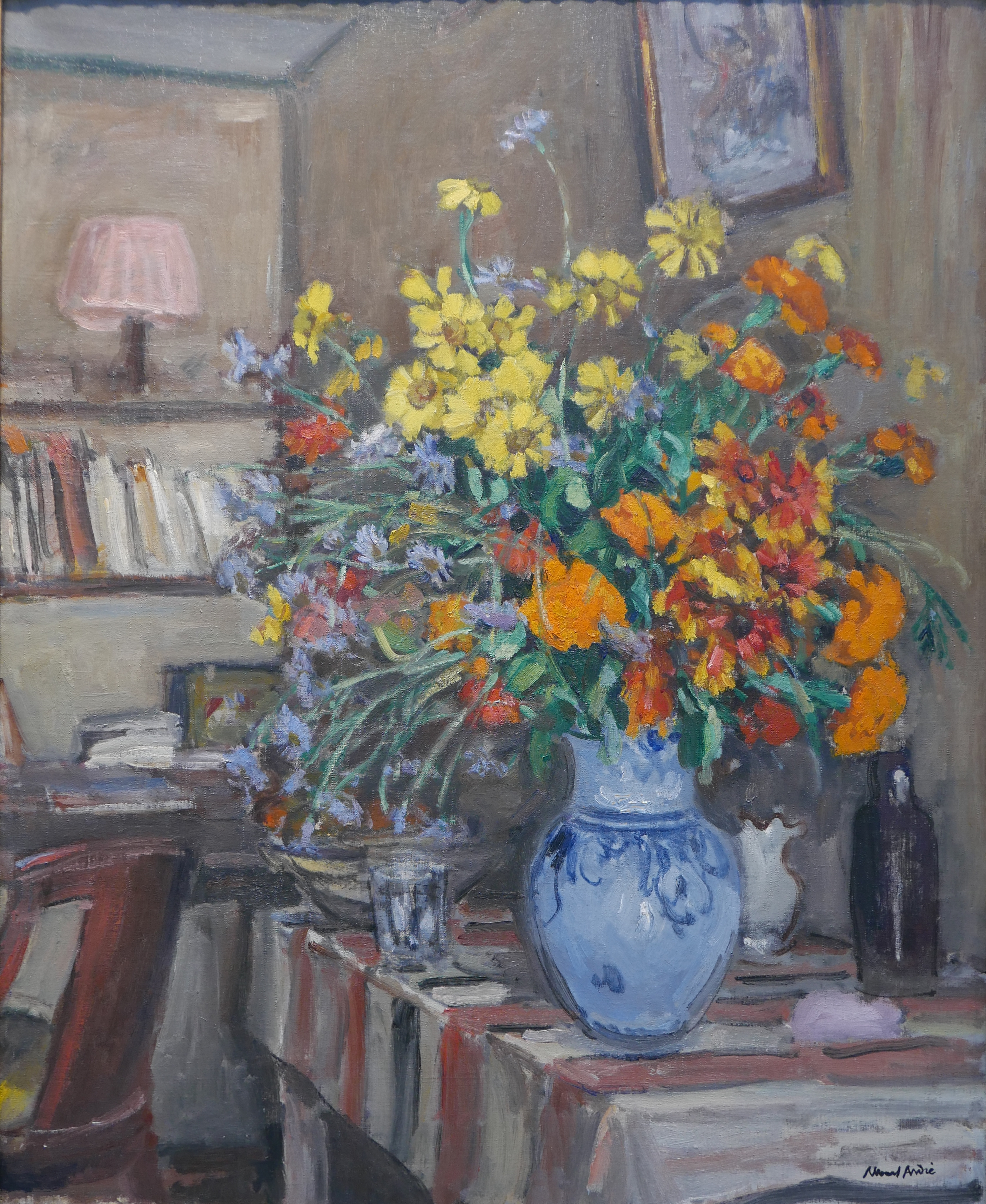
Fleurs dans un vase bleu, 1938, huile sur toile, musée Albert André à Bagnols-sur-Cèze)

## Expositions
- 1990 : "Albert André rétrospective", Fondation Bismark, Paris[6]
- 2011 : Exposition de 170 œuvres d’Albert André au pont du Gard du 9 juin au 25 septembre 2011[7].
- 2015 : « Albert André, intimité d’un peintre réaliste », Montbéliard, 2015[8].
- 2020 : « Albert André, 1869-1954,  peintre post-impressionniste », Nîmes, Archives départementales du Gard, du 11 octobre 2019 au 9 mars 2020.
- 2021 : « Paul Durand-Ruel et le post-impressionnisme : Albert André, Georges d'Espagnat, Gustave Loiseau, Maxime Maufra, Henri Moret », Propriété Caillebotte, Yerres, printemps-été 2021.